# محاولة انقلاب 1926 في إسبانيا

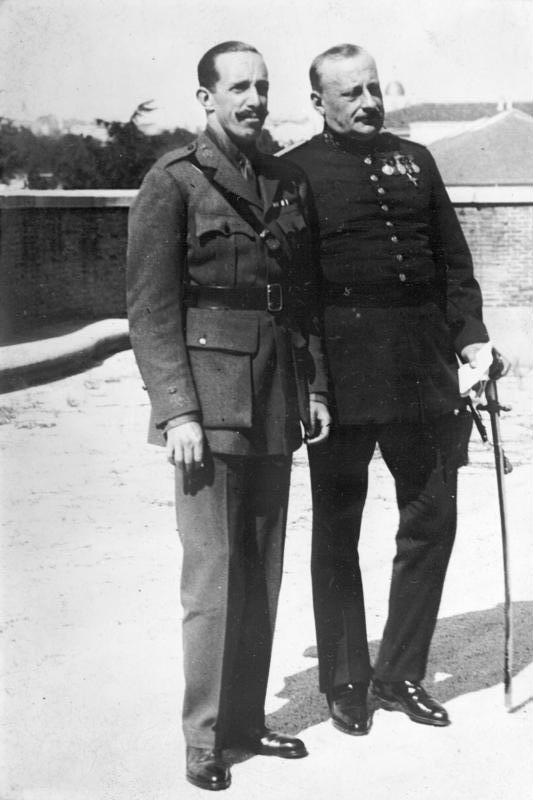
الملك ألفونسو الثالث عشر ومعه الدكتاتور ميغيل بريمو دي ريفيرا.

محاولة الانقلاب في اسبانيا سنة 1926 والمعروفة أيضًا باسم سانخوانادا لأنه كانت مقررة ليلة 24 يونيو وهي ليلة القديس يوحنا بمثابة انقلاب فشل في محاولته وضع حد لدكتاتورية بريمو دي ريفيرا الذي أنشئ في إسبانيا من خلال انقلاب آخر في سبتمبر 1923. وكانت أول محاولة انقلاب ضد الدكتاتورية.

## السياسة العسكرية لدكتاتورية بريمو دي ريفيرا
أكد المؤرخ إدواردو غونزاليس كاليخا بأن السياسة العسكرية للديكتاتورية برهنت على الفوضى والتناقضات، كما كما يرى في مسألة المغرب -أولا دفاعه عن الموقف الانهزامي وبدعم من مجالس الدفاع وتشكك من جيش الأفريقيون، ثم قيامه بالتدخل الذي دافع عنه الأفريقيون وانتقده مجالس الدفاع- وفي سياسات الترقيات الذي حولها إلى عالم من التناقض والتعسف.
فسياسة الترقيات كانت دائما مسألة مثيرة للجدل وخاصة في سلاح المشاة، كما طالبت بها مجالس الدفاع بالأخذ بعين الاعتبار في مسألة الأقدمية فقط، بينما نال الجيش الأفريقي فيها مزايا الحرب. فبدأت الحكومة الدكتاتورية تدريجيا السيطرة على مجلس كبار الجنرالات والضباط، لذلك كان بريمو دي ريفيرا هو الذي له القرار النهائي بالترقيات ومكافأة العسكر المتحالفين ومعاقبة منتقديه. وقد نص المرسوم الملكي المؤرخ 4 يوليو 1926 على أنه ليس من الضروري إيضاح الأسباب التي تدعو إلى عدم ترقية بعض الجنرالات والضباط ورفض أي إمكانية للانتصاف. أدى التعسف في الترقيات، والذي أصبح واضحا خصوصا بعد إنزال الحسيمة الذي كان هناك سلسلة من الترقيات على أساس جدارة الحرب إلى ابعاد بعض القادة والضباط الذين بدأوا بالتآمر ضد الدكتاتورية باتصالهم بسياسيي أحزاب نظام تداول السلطة الذين طردوا من السلطة. «فالكثير من المذكرات والكتابات السياسية التي كتبها العسكر خلال تلك السنوات والسنوات اللاحقة كشفت عن مظالم شخصية، بدلا من التشدد المناهض للديكتاتورية على أساس قناعات إيديولوجية عميقة.» كما ذكر غونزاليس كاليخا.

## المؤامرة
نظمت أول مؤامرة خطيرة ضد الدكتاتورية سنة 1925 وأدارها العقيد غارسيا غارسيا من فرقة الخيالة الثانية، ولكن لايمكن أن يكون لها قيمة إلا بمساعدة رجل عسكري بارز، وهو الجنرال ادواردو لوبيز أوتشوا. ومن بين المتآمرون أعضاء بارزون من النظام القديم مثل ميلكياديس ألفاريز والكونت رومانونس (رؤساء المجالس التي أغلقت)، وهدفهم كان استعادة دستور 1876 وفتح برلمان الكورتيس الذي عُطِّل منذ 1923 تحت شعار وضعه رومانونس:«لا ثورة ولاردة فعل؛ الملكية والنظام البرلماني» على الرغم من أن لوبيز أوتشوا اختلف في الرأى معه بأن الهدف لاينبغي أن يكون العودة إلى ماقبل انقلاب بريمو دي ريفيرا إلا انه اتفق معه بدعوة كورتيس تأسيسي. اكتشف بريمو دي ريفيرا أمر المؤامرة بسرعة، ولكن لم يفرض عقوبات صارمة على المتورطين وتعامل معهم كما لو كانوا طلابًا أشقياء.
ومن النادي العسكري في مدريد حيث كان محتجزا في سجن موهن واصل العقيد غارسيا مؤامرته، فاتصل مع التحالف الجمهوري المشكل حديثا والذي جمع بين الحزبين الجمهوريين. انضم إلى هذه المؤامرة سياسيون من حقبة عودة البوربون مثل الإصلاحي ميلكياديس ألفاريز والكونت رومانونس الليبرالي. ازدادت اهمية المؤامرة بعد انضمام جنرالين من الجنرالات السابقين من الجيش الإسباني لها: فاليريانو وايلر -على ما يبدو بتحريض من الوصية السابقة ماريا كريستينا دي هابسبورغ التي كانت قلقة حول كيفية تعامل ابنها الملك ألفونسو الثالث عشر مع الديكتاتورية- وفرانسيسكو أغيليرا. وقاد أغيليرا المؤامرة بسبب تقدم وايلر في السن حيث ناهز ال 90 عاما، وأيضا جمد بريمو دي ريفيرا منصبه رئيسا لهيئة الدفاع المركزي وعضو في مجلس الدولة بعدما وصلته أخبار عن مقابلاته مع الملكة الأم ماريا كريستينا دي هابسبورغ. عقدت بعض اجتماعات المتآمرين في منزل وايلر في مدريد.
معظم الضباط الذين شاركوا في المؤامرة هم من سلاح المدفعية. وكانوا رافضين لمرسوم 9 يونيو 1926، والذي وحد أنظمة الترقيات على جميع ضباط وجنود الجيش ومتخلية عن نظام النطاق المغلق الذي دافع عنه رجال المدفعية حيث تكون الترقيات حصريًا بالأقدمية.
كان هدف الجنرال أغيليرا بعد الأطاحة ببريمو دي ريفيرا هو تشكيل حكومة ليبرالية برئاسته أو برئاسة ميلكيادس الفاريز، ويحتل كونت رومانونس منصب وزارة الخارجية، ونيسيتو ألكالا زامورا وزارة النعمة والعدل ومانويل دي بورغوس وزارة الداخلية. ولكن فإن الضباط الأقل رتبة المشاركين بالانقلاب مثل لوبيز أوتشوا وريكيلمي وغونزالو كيبو ديانو لم يكونوا راضيين عن دستور عودة البوربون ولكنه طالبوا بعقد برلمان تأسيسي لتحديد شكل الحكومة، أما الضباط الصغار فقد ذهبوا بعيدا للمطالبة بإعلان الجمهورية.

## إجهاض المحاولة الانقلابية
كانت خطة المتآمرين بأن ينتقل الجنرال أغيليرا إلى فالنسيا ومن هناك يعلن تمرده بدعم من لجنة ثورية برئاسة المقدم بيرموديز دي كاسترو -وسبب اختيار فالنسيا أنها على مسافة واحدة بين مدريد وبرشلونة وسرقسطة وهي ثلاثة جيوب رئيسية للجيش-. ثم يعلن العسكر الملتزمين معهم في مدريد الثورة بعدها، ويأخذ الجنرال ريكيلمي قيادة القبطانية العامة على افتراض أن المتآمرين يدعمهم الجنرال دومينغو باتِت الحاكم العسكري لطراغونة، وأيضا من القائد العام لبلد الوليد على الرغم من أنه تراجع في اللحظة الأخيرة، وكذلك المجموعات العسكرية في غاليسيا والأندلس وأراغون وكاتالونيا. على الفور يقوم ميلكيادس الفاريز والكونت رومانونس بزيارة الملك للمطالبة بإقالة بريمو دي ريفيرا وتعيين أغيليرا رئيسا جديدا للحكومة، وهو موقف سيحتاج إلى القليل من الوقت لإفساح المجال لتشكيل حكومة مدنية. وكان الموعد المحدد للانتفاضة ليلة 24 يونيو وهي ليلة سان خوان.

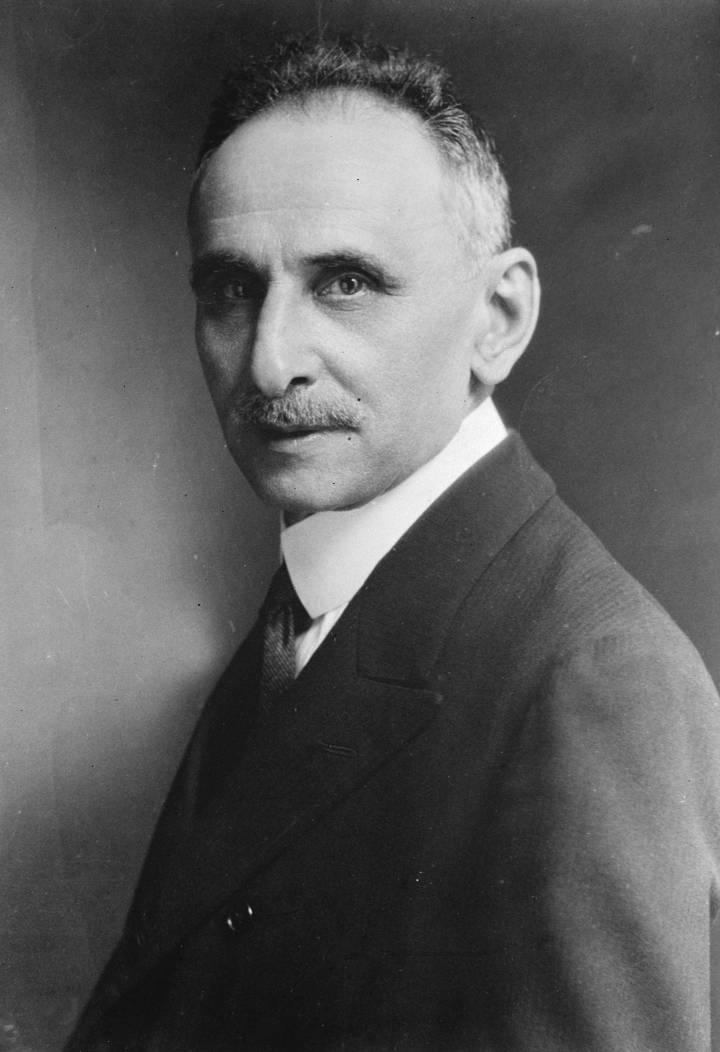
ملكياديس ألفاريز كاتب بيان الانقلاب.

كلف ملكياديس ألفاريز بكتابة بيان الانقلاب الموجه «إلى الأمة وجيش البحر والأرض» والتي ذكر فيها:
انتقل الجنرال أغيليرا بعد الخطة المتفق عليها إلى فالنسيا. ووصل جوديلا على بعد كيلومترات من بلنسية بعد ظهر 23 يونيو، ولكن عندما التقى مع الضباط الذين سيشاركون معه وجد أن تلك القوة كانت قليلة جدا -اعتقلت الشرطة بعض المتآمرين وأن آخرين قد انفصلوا عن الانقلاب قبل ان تعتقلهم الشرطة-. ومع ذلك فقد قرر أغيليرا الاستمرار في محاولته الانقلابية، ولكن احبط هجوم المقدم بيرموديز دي كاسترو المخطط على قيادة القبطانية العامة وأوقف بعدها. فقرر أغيليرا الذهاب إلى طراغونة ليعلن تمرده من هناك وبدعم من الحاكم العسكري الجنرال دومينغو باتيه الذي شارك أيضا في الانتفاضة. لكن الحرس المدني أوقفهم في فندق في طراغونة حيث كان اللقاء. ووجد الحرس المدني في حقائب الجنرال أغيليرا أكثر من مائتي نسخة من البيان إلى الأمة وجيش البحر والأرض الذي كتبه ملكياديس ألفاريز وبتوقيع كلا من الجنرال أغيليرا نفسه والجنرال ويلير.
وفي ذات الوقت ليلة سان خوان في مدريد قرأ بيان الانقلاب في أتينيو مدريد بجو من النشوة، لكن قوات الأمن سيطرت على الوضع وعلى العاصمة وأوقف الحرس المدني مجموعة من طلبة الهندسة أرادوا الاستيلاء على قصر الاتصالات ليتولوا خدمات التلغراف.
إحدى الأسباب في فشل الانقلاب هو أن الخطة كانت معروفة للملك، لأن بعض المتآمرين اتصلوا بشخصيات قريبة من الملك -أغيليرا نفسه أخبر الملكة الأم ماريا كريستينا-، أما ألفونسو الثالث عشر فقد راهن ببريمو دي ريفيرا الذي بدا أكثر أمناً وأكثر راحة لأنه كان يشك في أنه في حالة سقوط الدكتاتورية سيكون من الصعب جداً تأسيس حكومة مستقرة.

## التأثير
اعتقل بعد تلك المحاولة الانقلاببية كلا من الجنرال أغيليرا والجنرال باتيت اللذان قُبض عليهما في طراغونة، واعتقل بيرموديز دي كاسترو اللذي اعتُقل في بلنسية، واعتُقل الجميع في نفس ليلة احتفالات سان خوان، واعتقل العديد من السياسيين والنقابيين المتورطين. ثم ألقي القبض لاحقا على الجنرال ويلير عند عودته إلى مدريد بعد انزوائه في منزله في مايوركا بانتظار الأحداث.
دون انتظار المحاكمة فرض بريمو دي ريفيرا على المتآمرين غرامات كبيرة تتناسب مع ثرواتهم الخاصة. فرغم الكونت رومانونس 500,000 بيزيتا والجنرال أغيليرا ب 200,000 ؛ والجنرال ويلر وغريغوريو مارانيون والسناتور السابق مانتيكا 100,000 بيزيتا؛ والجنرال باتيت ب 15,000. وقد رفض الجنرال أغيليرا دفع الغرامة، فأمرت الحكومة بمصادرة جميع ممتلكاته وراتبه أيضا.